# 요세프 수크 (바이올린 연주자)

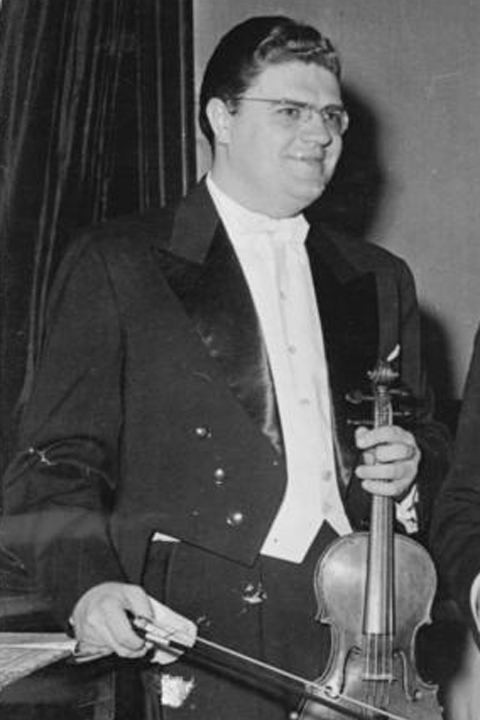
요세프 수크

요세프 수크(체코어: Josef Suk, 1929년 8월 8일 ~ 2011년 7월 7일)는 체코의 바이올린 연주자, 비올라 연주자 겸 지휘자이다. 같은 이름을 가진 작곡가인 요세프 수크의 손자이며 안토닌 드보르자크의 증손자이기도 하다.
1945년부터 1951년까지 프라하 음악원에 재학하는 동안 야로슬라프 코치안(Jaroslav Kocian)으로부터 가르침을 받았다. 1950년부터 1952년까지 프라하 사중주단에서 제1바이올린 주자로 활동했다. 1951년에는 자신의 친구였던 피아노 연주자 얀 파넨카(Jan Panenka), 첼로 연주자 요세프 후흐로(Josef Chuchro)와 함께 수크 트리오(Suk trio)를 결성했다. 수크 트리오는 국내와 해외에서 많은 연주회를 개최했다.